# SuperWASP

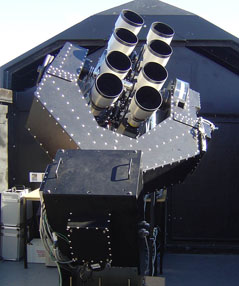
Объективы телескопа SuperWASP

SuperWASP (англ. Wide Angle Search for Planets, Поиск планет в широком секторе) — телескоп, предназначенный для обнаружения экзопланет. Поиск ведётся транзитным методом.

## Характеристики
Телескоп состоит из двух роботизированных обсерваторий: SuperWASP-North в обсерватории Роке-де-лос-Мучачос на острове Пальма (Канарские острова) и SuperWASP-South, находящейся в Южноафриканской астрономической обсерватории. Каждая обсерватория состоит из набора восьми объективов Canon 200mm f/1.8 с апертурой 111 мм, оснащённых панорамными ПЗС-матрицами. Поле обзора каждого из 8 телескопов 7.8х7.8 градусов. Большое поле обзора обеих обсерваторий позволяет покрывать значительную область неба, что упрощает способ обнаружения объектов. Телескоп беспрерывно следит за небом, делая сессию снимков приблизительно раз в минуту; общий объём данных достигает 100 гигабайт за ночь. Определяя блеск звёзд на каждом снимке, можно зарегистрировать небольшое потускнение той или иной звезды, что может означать прохождение («транзит») объекта размером примерно с Юпитер по диску звезды. За ночь телескопы определяют яркость около 100 тысяч звезд на площади 450 квадратных градусов. Этим методом команда астрономов по состоянию на апрель 2011 года открыла свыше 40 экзопланет. На данный момент SuperWASP — самый успешный из наземных транзитных обзоров.
Проект SuperWASP курируется восемью научно-исследовательскими институтами: Канарским институтом астрофизики (исп. Instituto de Astrofísica de Canarias), Группой телескопов им. Исаака Ньютона (англ. Isaac Newton Group of Telescopes), Килским университетом (англ. Keele University), Университетом Лестера (англ. University of Leicester), Открытым университетом (англ. The Open University), Королевским университетом в Белфасте (англ. Queen's University Belfast) и Сент-Эндрюсским университетом (англ. University of St Andrews).
Ожидается, что проект углубит наше понимание планетообразования и проложит путь к детальному изучению планет, похожих на нашу Землю.

## История открытий
26 сентября 2006 года команда SuperWASP сообщила о первом открытии экзопланет — WASP-1 b, вращающейся на расстоянии 6 миллионов километров от материнской звезды каждые 2.5 дня, и WASP-2 b, вращающейся на расстоянии 4.5 миллионов километров от материнской звезды каждые 2 дня. 1 апреля 2008 года команда анонсировала открытие сразу десяти экзопланет. 11 августа 2009 года командой астрономов было анонсировано открытие первой планеты (WASP-17 b), которая движется по орбите с попятным движением, то есть вращается вокруг звезды в направлении, противоположном вращению самой звезды. В августе 2009 года с помощью телескопа была открыта планета WASP-18 b, близкая к разрушению: приблизительно через 1 миллион лет она будет поглощена родительской звездой. Наблюдения за планетой WASP-127 b, открытой с помощью телескопа SuperWASP, показали, что она имеет атмосферу, которая почти полностью лишена облаков. В 2015 году была открыта уникальная кратная система 1SWASP J093010.78+533859.5, состоящая из пяти звёзд. Массы всех звёзд в ней не превосходят массы Солнца. Учитывая, что плоскости вращения компонент совпадают, можно предположить, что вся система сформировалась из одного газо-пылевого диска.